# Forst Upjever
Der Forst Upjever ist ein Waldgebiet westlich der Stadt Schortens im Landkreis Friesland. Das ursprünglich mit Eichen und Buchen angelegte Waldgebiet hat heute eine Größe von rund 740 Hektar und entwickelte sich im Laufe der Zeit zu einem Mischwald mit einem hohen Anteil Nadelholzbäumen. Der Wald ist heute ein gefragtes Naherholungsgebiet und nach dem Nürnberger Reichswald der zweitälteste, von Menschenhand geschaffene Kulturwald in Deutschland.

## Lage
Der Forst liegt westlich der Stadt Schortens und nimmt das gesamte südwestliche Stadtgebiet ein. Nur ein kleiner Teil des äußersten Forstgebietes im Südwesten gehört zur Stadt Jever. Der Forst hat eine Ausdehnung von rund sieben Kilometer in der Länge und rund drei Kilometer in der Breite. Am südwestlichen Rand des Waldgebiets schließt sich das 43 Hektar große Naturschutzgebiet Sumpfmoor Dose an.

## Geschichte
Die Bezeichnung Upjever wird erstmals 1420 im sogenannten Stader Kopiar, einem Bremer Archidiakonatsregister erwähnt. In dieser Aufstellung aller Kirchen in Friesland wird eine Curia in Upjevere als Wirtschaftshof der Kirche aufgelistet.
Im Mittelalter gelangte das Heidegebiet in den Besitz der Herrschaft Jever. Um 1551 bestand auf dem Gelände der heutigen Försterei ein herrschaftliches Vorwerk mit einer Schäferei. In dieser Zeit soll mit der Aufforstung des Waldes begonnen worden sein. Laut einem Bericht des Waddewardener Pastors Braunsdorf in den Gesammelten Nachrichten der Herrschaft Jever wurden die ersten Eicheln von Maria von Jever selbst eingesät. Der Wald bestand zunächst aus Eichen und Buchen.
Während der französische Besetzung des Jeverlandes wurde das Holz des Waldes für die Befestigung Wangerooges, Baltrums und Heppens geplündert und der Baumbestand stark dezimiert. Erst ab 1823 wurde der Waldbestand wieder aufgeforstet. Anfang des 20. Jahrhunderts hatte der Forst eine Fläche von über 1000 Hektar.
1934 wurden größere Teile des Forstes für den Bau eines Flugplatzes gerodet. Der Fliegerhorst Jever nahm am 1. Mai 1936 seinen Betrieb auf.
In den 1980er Jahren verzeichnete man einen Baumbestand mit rund 75 % Nadelholzbäumen wie Kiefern, Fichten, Lärchen und Douglasien sowie rund 25 % aus Laubholzbäumen wie Eichen, Buchen, Eschen, Ahorn, Birken und Erlen.

## Renaturierung im Forst Upjever
Im 18. Jahrhundert gab es im Forst Upjever noch mehr als 20 Gewässer, die für die Menschen damals wirtschaftlich nicht nutzbar waren und deshalb als „Unland“ galten. Die Gewässer wurden daher trockengelegt und aufgeforstet. Die Gewässer verschwanden und damit die Vielfalt an Pflanzen und Tieren.
Auf Initiative des Försters Carsten Friedrich Streufert entstanden in der Forstverwaltung Pläne, Teile des Nadelwaldes wieder in eine Moorlandschaft zurückzuverwandeln. Ausgeführt werden konnten die Pläne jedoch erst, als Ende der 1990er Jahre Ausgleichsflächen für Großprojekte wie den JadeWeserPort oder das neue Kraftwerk Wilhelmshaven gesucht und ausgewiesen werden mussten. Mit Hilfe dieser Ausgleichsflächen konnten die Pläne finanziert werden.
Inzwischen sind im Forst Upjever drei Renaturierungsprojekte umgesetzt bzw. begonnen worden. Im Jahr 2005 war der erste Abschnitt im Bereich der Krickmeere wieder in ein Moorgebiet verwandelt worden. Das Wasserabfluss wurde gezielt verhindert und so stieg der Wasserspiegel von unten wieder an. Ab 2010/2011 wurde auch der zweite Teil der Krickmeere wieder vom Nadelholz befreit und als Moor wiederhergestellt.
Das 3. Renaturierungsprojekt ist das sogenannte Engelsmeer. Das Engelsmeer ist eine Flurbezeichnung an der Stelle, wo der Alte Mühlenweg in Schortens in den Forst Upjever übergeht. An diesem Ort hat es im Mittelalter ein Gewässer gegeben, in dem zu Beginn der Christianisierung die Taufe noch durch Untertauchen des Täuflings oder zur Hälfte im Wasser stehend vollzogen wurde. Auf den Karten aus den Jahren 1779 und 1844 war das Engelsmeer noch verzeichnet. Ab 1806 wurde die vermoorte Fläche aber entwässert, trockengelegt und mit Nadelgehölzen bepflanzt.
Das Projekt zur Renaturierung des Engelsmeer startete im Herbst 2008. Auf einer Gesamtfläche von 8 Hektar begann die Forstverwaltung damit, das alte Engelsmeer wieder in seine ursprüngliche Form als Moorfläche mit freien Wasserflächen zurückzuversetzen. Finanziert wird Projekt aus Ausgleichszahlungen für ein Baugebiet in Jever.

## Sehenswürdigkeiten
Der am 16. November 2005 gegründete Verein „Gattersäge Upjever e. V.“ betreibt im Forst Upjever eine rund 100 Jahre alte Horizontalgattersäge. Neben dem Betrieb der Säge leistet der Verein Bildungsarbeit mit dem Schwerpunkt der Vermittlung der ökonomischen und ökologischen Zusammenhänge sowie des Begriffs der Nachhaltigkeit bei der Waldnutzung.
Neben der heutigen Revierförsterei befindet sich das alte Forsthaus. Der Vorgängerbau wurde 1804 unter der Regierung der Fürstin Friederike Auguste Sophie erbaut und als Gebäude für die Forstbeamten genutzt. Nach dem Umzug der Beamten in das ehemalige Wohngebäude des Krongutpächters wurde das  Gebäude zur Gaststätte Zum Forsthaus Upjever umgebaut. 1914 wurde das alte Gebäude wegen Baufälligkeit abgerissen und durch einen Neubau ersetzt. Heute ist in dem Traditionshaus ein Restaurant und Hotel untergebracht.